# دومينيكو بريجاجليا
دومينيكو بريجاجليا (بالإيطالية: Domenico Brigaglia)‏ مواليد 12 يونيو 1958 في ساساري، هو متسابق دراجات نارية إيطالي سابق. نافس في سباقات بطولة العالم لفئة 125 سي سي.

## روابط خارجية
- دومينيكو بريجاجليا على موقع MotoGP.com (الإنجليزية)